# Parque Natural de Urbasa y Andía
El Parque Natural de Urbasa-Andía es un espacio natural protegido de la Comunidad Foral de Navarra, España, situado al norte de la merindad de Estella. Fue declarado parque natural el 27 de febrero de 1997. Tiene una extensión de 21 408 ha, que está ocupada fundamentalmente por hayas y pastos de montaña. Su latitud  se sitúa entre los 42°35′ y 42°52′ latitud Norte y su altitud sobre el nivel del mar. Está entre los 835 metros y los 1492 metros, correspondiendo esta cota a la cumbre de Beriáin en el San Donato, en la Sierra de Andía. La vegetación existente es de gran diversidad. Ambas sierras son facerías y su propiedad corresponde a la Comunidad Foral de Navarra. 

## División administrativa
El parque natural Urbasa-Andía incluye cuatro zonas:
- Sierra de Urbasa: 11 500 ha.
- Sierra de Andía: 4700 ha.
- Monte Limitaciones de las Améscoas: 5190 ha.
- Reserva Natural del Nacedero del Río Urederra: 119 ha. en el término municipal de Améscoa Baja.

### Sierras de Urbasa y Andía
La mayor parte de las sierras de  Urbasa y Andía corresponde a los montes de utilidad pública n.º 6 (Urbasa) y n.º 7 (Andía), ambos son comunales de todos los navarros, aunque el escarpado que las separa del corredor del Araquil, quedan incluido en los términos municipales de  Ciordia, Olazagutía, Alsasua, Urdiáin, Bacáicoa, Echarri-Aranaz, Ergoyena, Huarte-Araquil, Irañeta y Araquil. Mientras que la parte sureste de la Sierra de Andía ocupa parte del término municipal de Guesálaz.
Se trata de dos montes que pertenecieron a la Corona de Navarra, que como montes del Estado fueron gestionados por la Diputación Foral de Navarra desde 1930, y fueron transferidos a la Comunidad Foral en 1987. Sus aprovechamientos corresponden a todos los navarros, siendo gestionados por la Junta de Pastos de Urbasa y Andía. Este aprovechamiento de los pastos por todos los navarros dio lugar a dos cañadas reales, la de Tauste a Urbasa-Andía y la de la Valdorba a Andía.

### Monte de Limitaciones de las Améscoas
Se corresponden con el monte de utilidad pública n.º 235. Tal como establece la Ley Foral 3/1997 que declara el Parque Natural, este Monte es disfrutado y gestionado por la Junta del Monte Limitaciones de las Améscoas, en el que participal los Ayuntamientos de Améscoa Alta (Aranarache, Eulate y Larraona)  y el de Améscoa Baja.

### Nacedero del río Urederra
La Reserva Natural del Nacedero del río Urderra queda situado en el término concejil de Baquedano (en la Améscoa Baja), el nacedero se encuentra en una pared calcárea, por donde mana agua procedente del acuífero formado en el macizo kárstico de Urbasa , disponía de dos surgencias de agua, aunque actualmente una de ellas queda cerrada por un muro que la conduce a la otra surgencia. En la reserva natural pueden observarse cortinas de agua y pozas, rodeadas de una rica vegetación arbórea. Para asegurar su conservación, y por las características del lugar su acceso se realiza de un modo controlado. 

## Geomorfología
Limita al norte con el corredor del Araquil, al este con los valles de Ollo y Goñi, al sur con las Amescoas (Baja y Alta) y al oeste con la provincia de Álava, y en concreto con la Sierra de Encía.
La sierra de Urbasa es en realidad una meseta, con una altura media de 1.000 m, que se extiende hacia el sur en el llamado Monte de las Limitaciones de las Améscoas, del que solo se distingue por sus cogozantes. Tanto al norte como al sur, tras una ligera elevación (hasta 1,181 m al norte, y 1014 m al sur) la meseta desciende abruptamente, hacia el corredor del Araquil al norte, y a la Amescoas al sur. Se trata de un sinclinal colgado que se continúa sin cambios geográficos hacia el oeste, en la  Sierra de Encía, y que al este se separa de Andía por efecto de la falla de Zumbelz; siguiendo esta falla se sitúa un valle transversal que es recorrido por la carretera NA-120 de Estella a Beasáin, entrando en el corredor del Araquil por Lizarraga.
La sierra de Andía tiene una estructura geofísica más compleja, pues, además de la continuación hacia el este del sinclinal colgado que conforma Urbasa, en el norte presenta de este a oeste la Sierra de San Donato, un sinclinal enhiesto, separado del resto del Andía, por el anticlinal desventrado de Ergoyena. En el sur presenta el enticlinal de Dulanz-Sarbil, atravesado por un haz de fallas. En esta sierra se encuentra la cumbre más alta: beriáin o San Donato, con 1493 ,m s. n. m.
Las dos sierras están intensamente karstificada, con corredores y valles secos, dolinas, uvalas, poljés, simas, cañones, exsurgencias, etc.

## Lugar de Importancia Comunitaria
El Parque Natural de Urbasa y Andía queda integrado en la Red Natura 2000 de Navarra. Las Sierras de Andía y Urbas, así como el Monte Limitaciones de las Améscoas, se incluyen en el Lugar de Importancia Comunitaria ES2200021. En 2017 se declaró la correspondiente Zona de Especial Conservación. Sin embargo la Reserva Natural del Nacedero del Río Urederra queda incluido en el LIC de los ríos Ega y Urederra ES2200024,

### Características ecológicas
El 60% de la superficie del parque está ocupado por hayedos y el 22% por pastizales. Los robledales ocupan  el 3,6% una superficie similar a la ocupada por los brezales, se encuentran también, en menor proporción, los carrascales y espinares, junto con otras especies arbustivas. Solo el 2,7% es ocupado por riquedos. Por otra parte la flora micológica es rica y abundante, con más de 400 especies identificadas.
Entre la fauna presente destaca en las aves, los buitre común, el quebrantahuesos y el alimoche; además de varias especies de pícidos, Entre los mamíferos, están presentes el jabalí, el corzo, el zorro, el tejón , el gato montés, la garduña, la gineta y la comadreja. Sin embargo, han desaparecido el lobo y el oso, que anteriormente estaban presentes en este territorio.

### Paisaje
Posiblemente el elemento más espectacular del paisaje del parque se encuentra en los roquedos que tanto al norte como al sur se abren a los valles que lo delimitan. A ello se une el contraste entre el mosaico de pastizales, matorrales y bosques, con una coloración variable a lo largo de las cuatro estaciones del tiempo, así mismo, el relieve kárstico de todo el parque caracteriza el paisaje.

### Patrimonio histórico y cultural
Son numerosos los yacimientos arqueológicos presentes en el parque natural, así como los dólmenes, túmulos y mehires existentes. En Urbasa se conservan hasta veinte dólmenes, cuatro estructuras tumulares y dos menhires; entre ellos destacan los dólmenes de Artekosaro,  La Cañada, Lubierri 1 y 2, Larreaundi,Arantzaduia 1 y 2, y los túmolos de Lezarugi y Aguilarrondo.
También en la Sierra de Andía se conservan numerosos restos arqueológicos: dólmenes, túmulos y cromlech,También en el Monte Limitacione, a pesar de su menor superficie, se encuentran restos prehistóricos: Senda de Callejas II (1776), Zuloko Itrrri, Arantzaduia II Ekilade (1778) Puerto Viejo de Baquedano I, Puerto Viejo de Baquedano II,  Aseki y Raso de Armendi
En el raso de Urbasa se conserva el conocido como Palacio de Urbasa, construido en el siglo XVII por el marqués de Andía.
En la sierra de San Donato se encuentra la ermita de San Donato y San Cayetano, hay constancia de su existencia y reconstrucción en 1797, habiendo sido restaurada en 1902 y 1958..

## Clima
El parque sirve de frontera entre la región biclimática atlántica y la mediterránea, con una elevada pluviosidad, mayor en Urbasa; inviernos fríos y fuertes nevadas. La precipitación media anual alcanza los 1400 mm y la temperatura media anual 10 °C.

## Galería

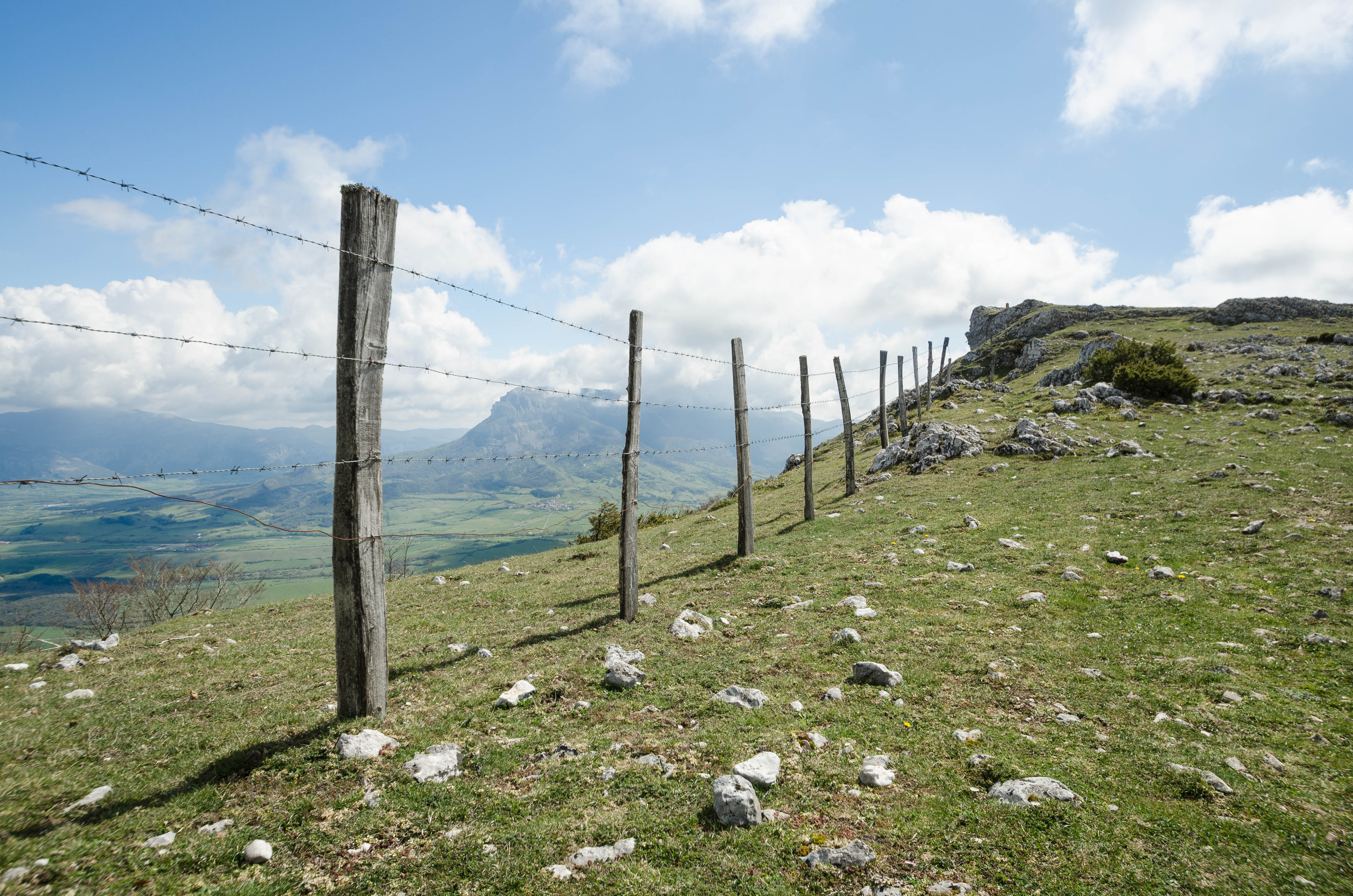
Sierra de Urbasa
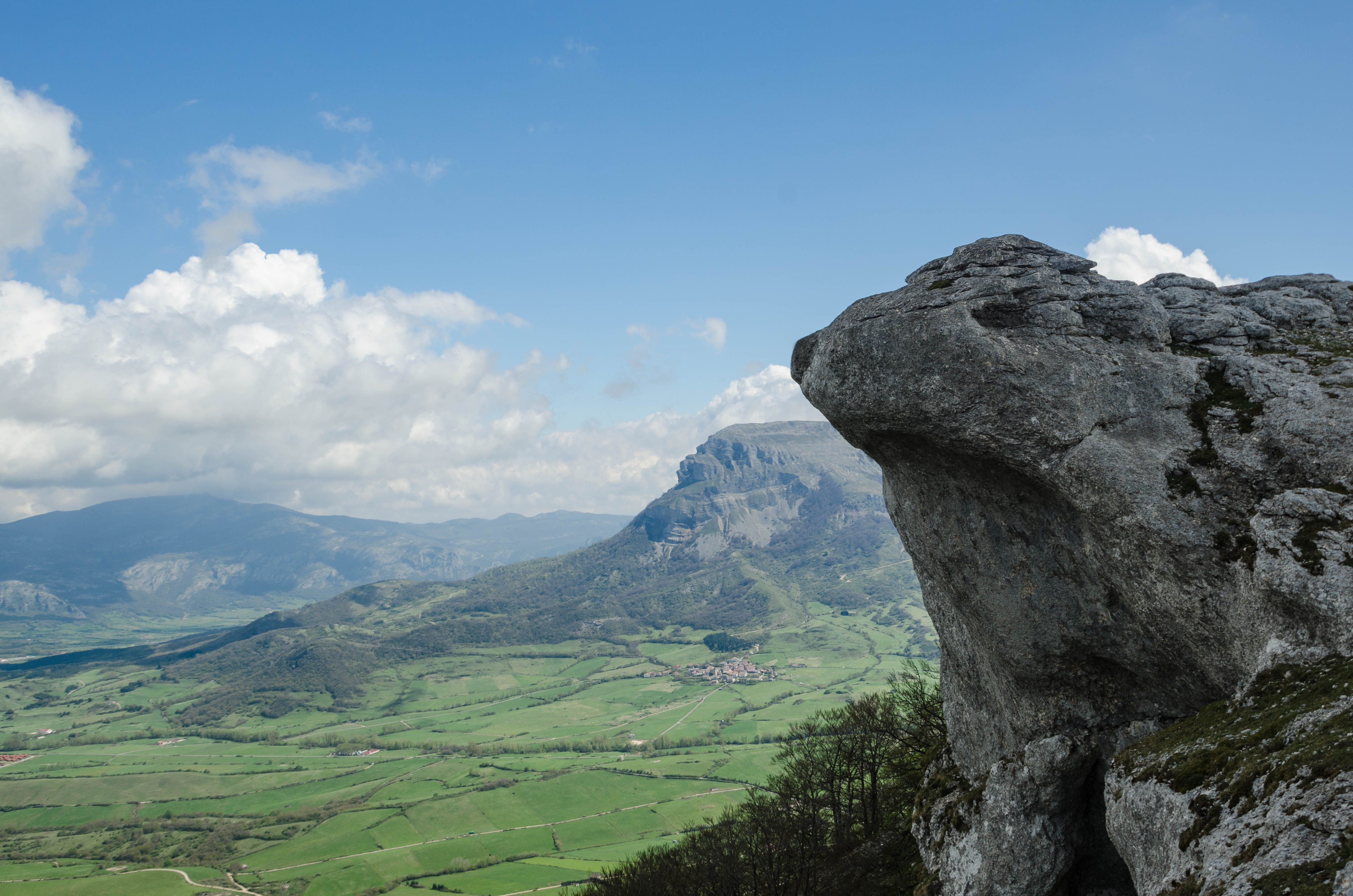
Sierra de Urbasa
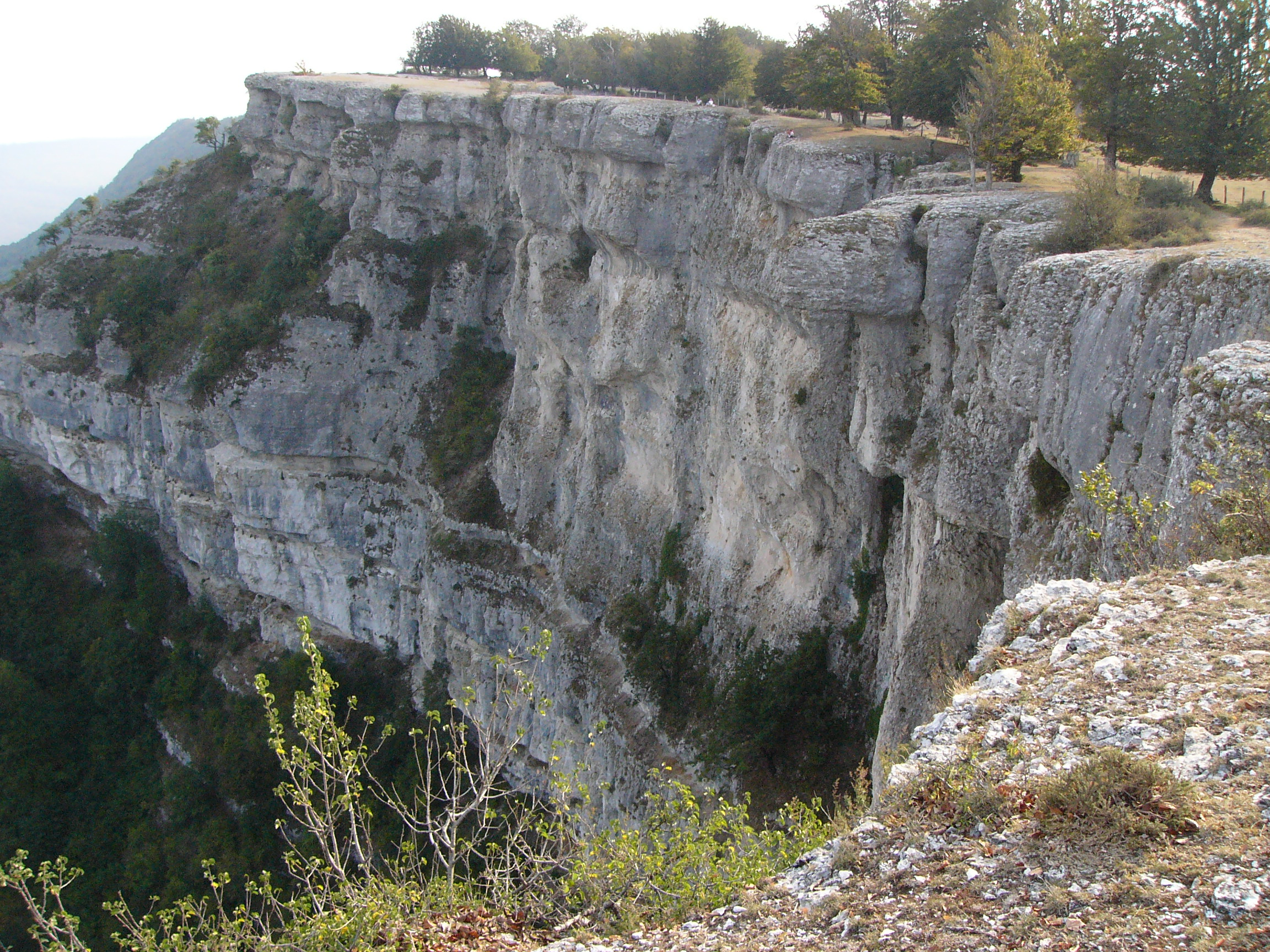
Balcón de Pilatos
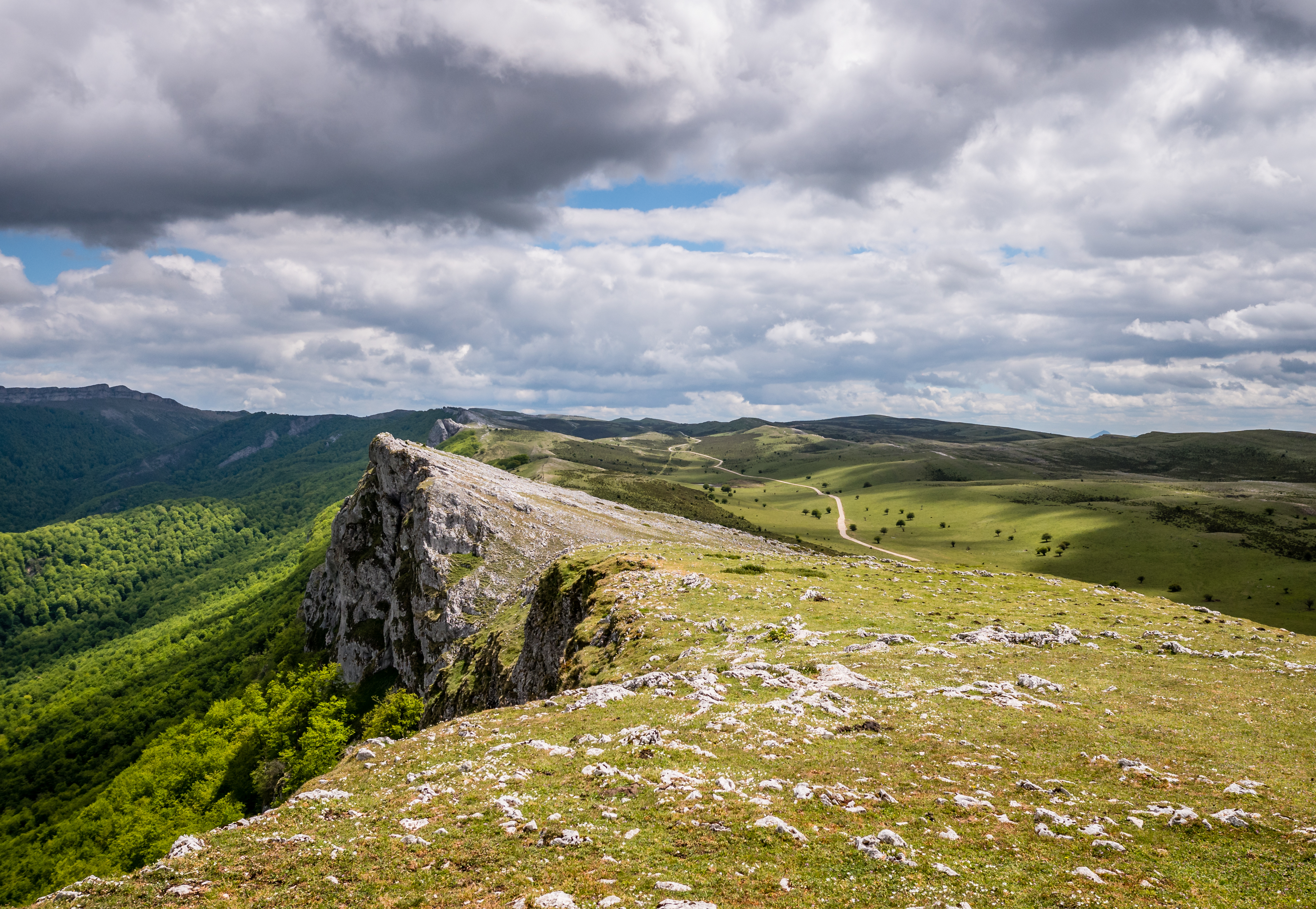
Sierra de Andía